# Kiila (Künstlergruppe)
Kiila (dt. Keil) war eine finnische Künstler- und Schriftstellergruppe. Sie entstand 1936 als Teil der Opposition gegen den Faschismus und war während des Zweiten Weltkriegs illegal tätig. Danach war die Gruppe noch bis in die 1970er Jahre aktiv.
Zu den frühen Mitgliedern der Gruppe zählten Elmer Diktonius, Sven Grönvall, Pentti Haanpää, Viljo Kajava, Hagar Olsson, Jarno Pennanen, Maija Savutie, Elvi Sinervo, Tapio Tapiovaara, Arvo Turtiainen, Katri Vala und Hella Wuolijoki. Manche von ihnen waren zuvor auch in der Gruppe Tulenkantajat aktiv. Nach 1945 kamen z. B. Timo Aalto, Jorma Hautala, Niilo Hyttinen, Rauni Liukko, Marja-Leena Mikkola, Raoul Palmgren, Oscar Parland, Lassi Sinkkonen, Anja Vammelvuo und Eva Wichman hinzu.
Zu Kiila gehörten sowohl finnischsprachige als auch finnlandschwedische Autoren und Künstler. Das Profil der Gruppe war von der Freundschaft zur Sowjetunion und anderen sozialistischen Ländern geprägt, sie trat auch durch Übersetzungen von Werken sozialistischer Autoren hervor.

## Quelle
- Horst Bien: Kiila-ryhmä. In: Herbert Greiner-Mai (Hg.): Kleines Wörterbuch der Weltliteratur. VEB Bibliographisches Institut Leipzig 1983. S. 146f.